# Pierre Bossan

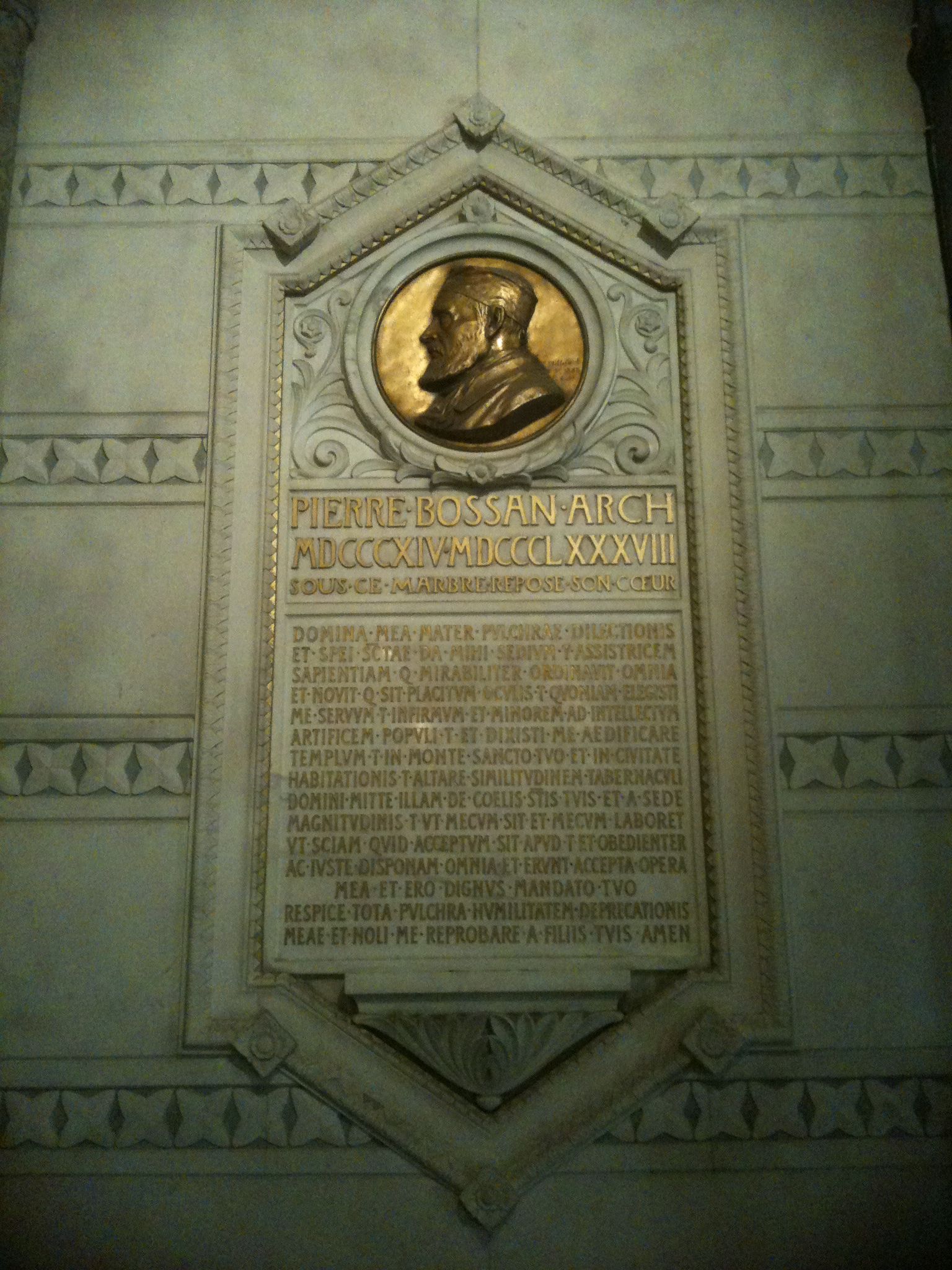
Gedenkplaat voor Pierre Bossan in de basiliek van Fourvière

Pierre Bossan (Lyon, 1814 - La Ciotat, 1888) was een Franse architect. 
Bossan was een leerling van Henri Labrouste. Hij was gespecialiseerd in kerkelijke architectuur. In 1844 werd hij architect van het aartsbisdom Lyon. Zijn belangrijkste werk was de basiliek van Fourvière in Lyon. 
Hij werd begraven op het Cimetière de Loyasse in Lyon.

## Werken
- voltooid 1845: Kerk Saint-Georges, Lyon
- 1854–56: Klooster van de visitandinnen, Lyon
- 1854-1859: Parochiekerk Saint-Pierre in Mornant
- 1855: Kerk van Couzon-au-Mont-d'Or
- voltooid 1859: Kleinseminarie van Meximieux (Ain), tegenwoordig gemeentehuis
- 1861: Klokkentoren en façade van de kerk van Feurs, Loire
- 1862–65: Basiliek in Ars-sur-Formans, Ain
- 1863: Abdij Notre-Dame-des-Dombes, Ain
- 1865: Église Sainte-Anne, Lyon (onvoltooid, gesloopt in 1939)
- voltooid 1865: Église Saint-Maurice, Échallon
- 1865: basiliek Saint-Régis in Lalouvesc, Ardèche
- 1867-1895 : Kerk van Régnié-Durette (voltooid na zijn dood)
- 1872-1896: Notre-Dame de Fourvière, Lyon (voltooid na zijn dood door Louis Jean Sainte-Marie Perrin)

## Fotogalerij

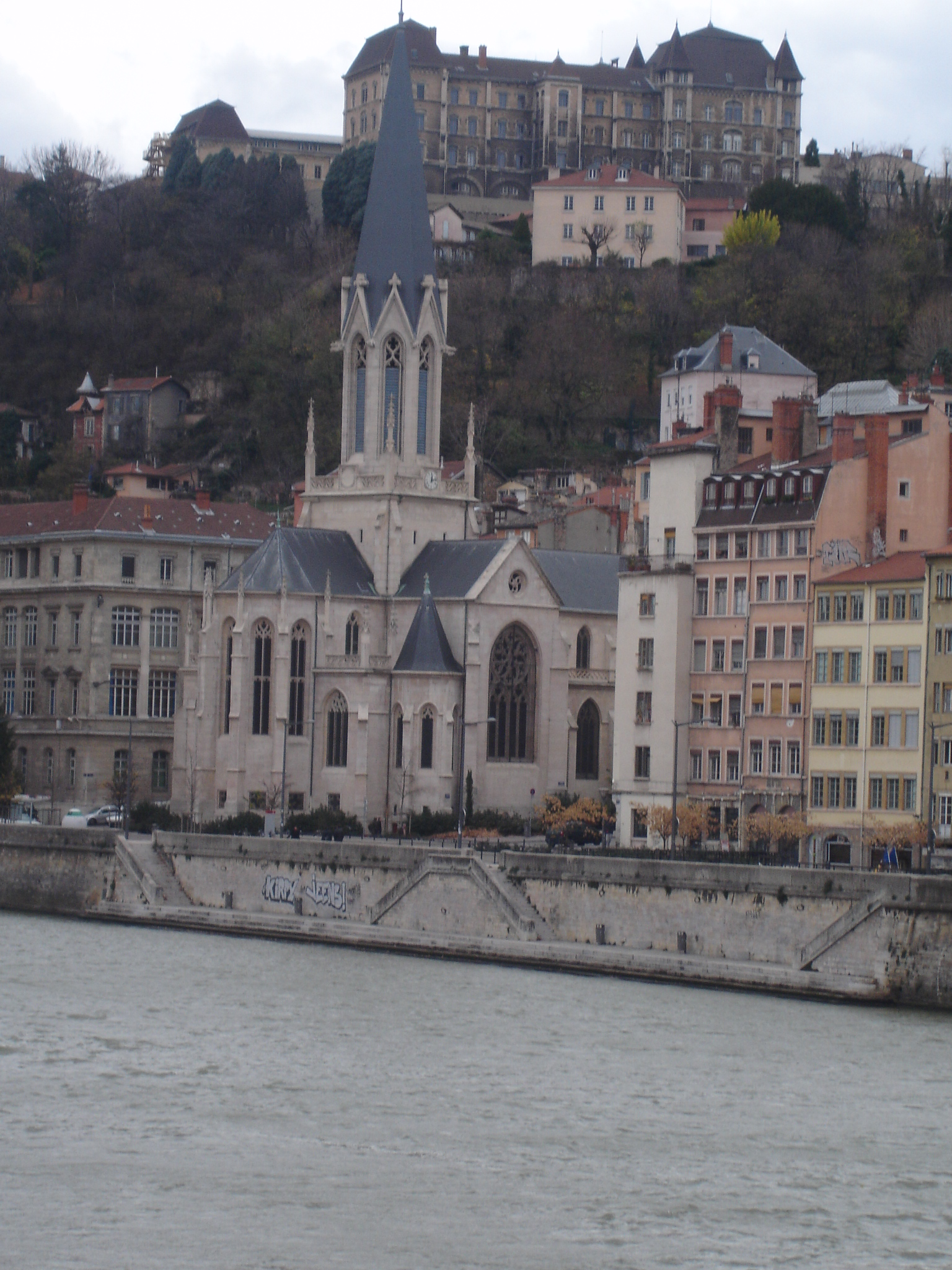
Kerk Saint-Georges, Lyon
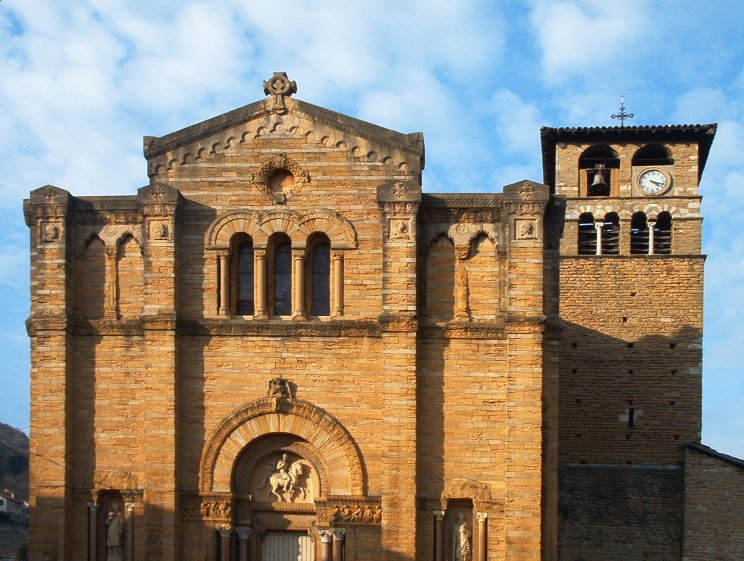
Kerk van Couzon-au-Mont-d'Or
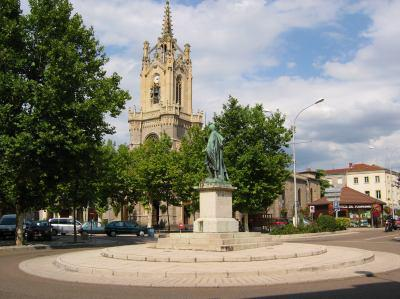
Kerk van Feurs
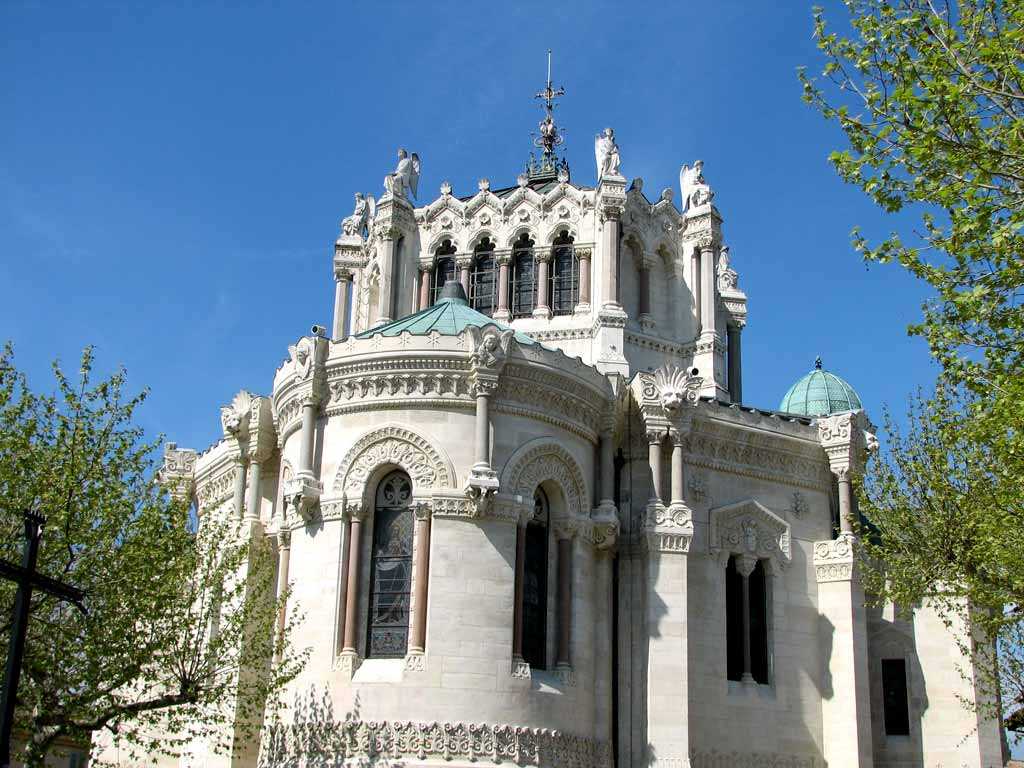
Basiliek van Ars-sur-Formans
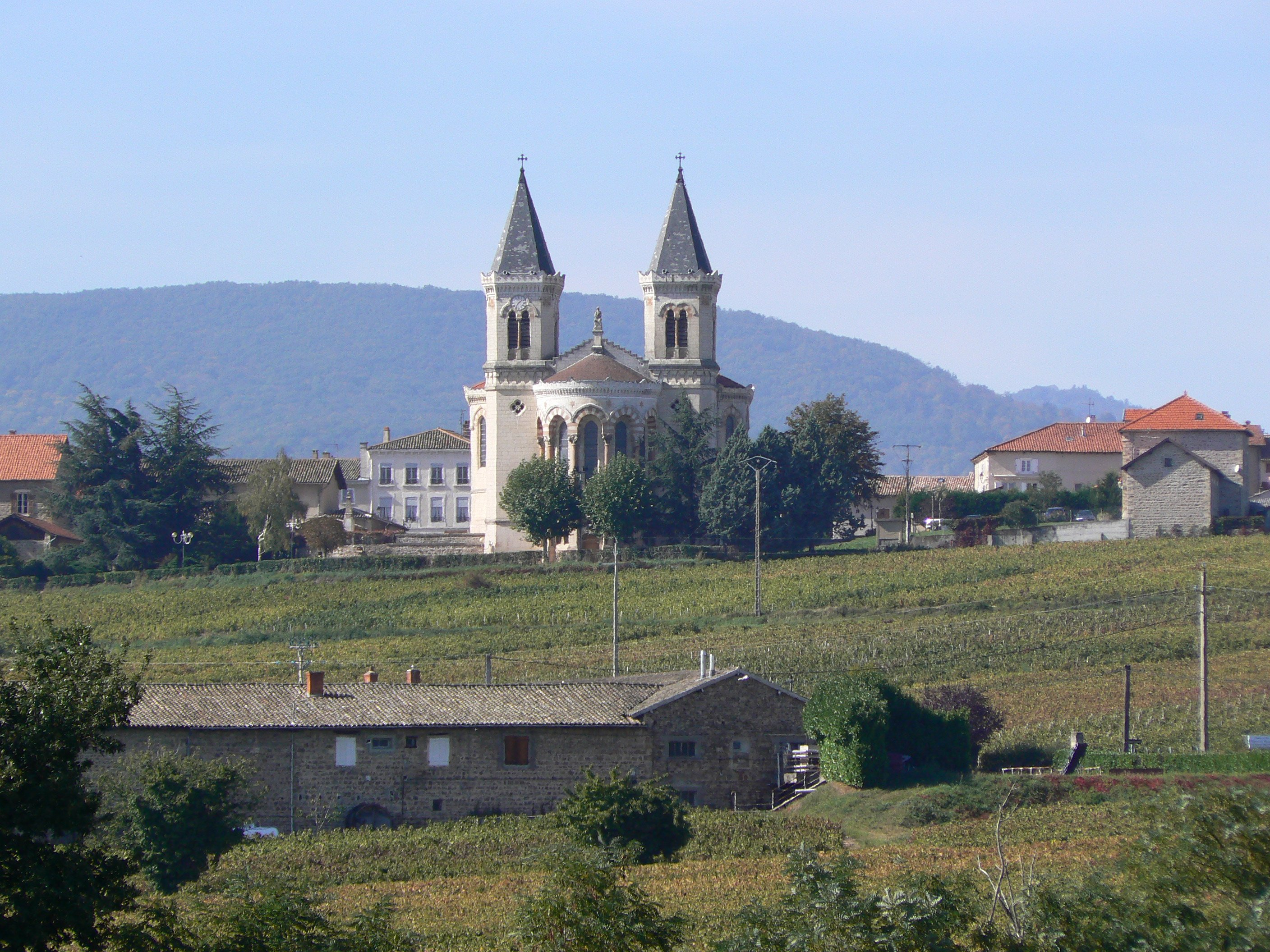
Kerk van Régnié-Durette
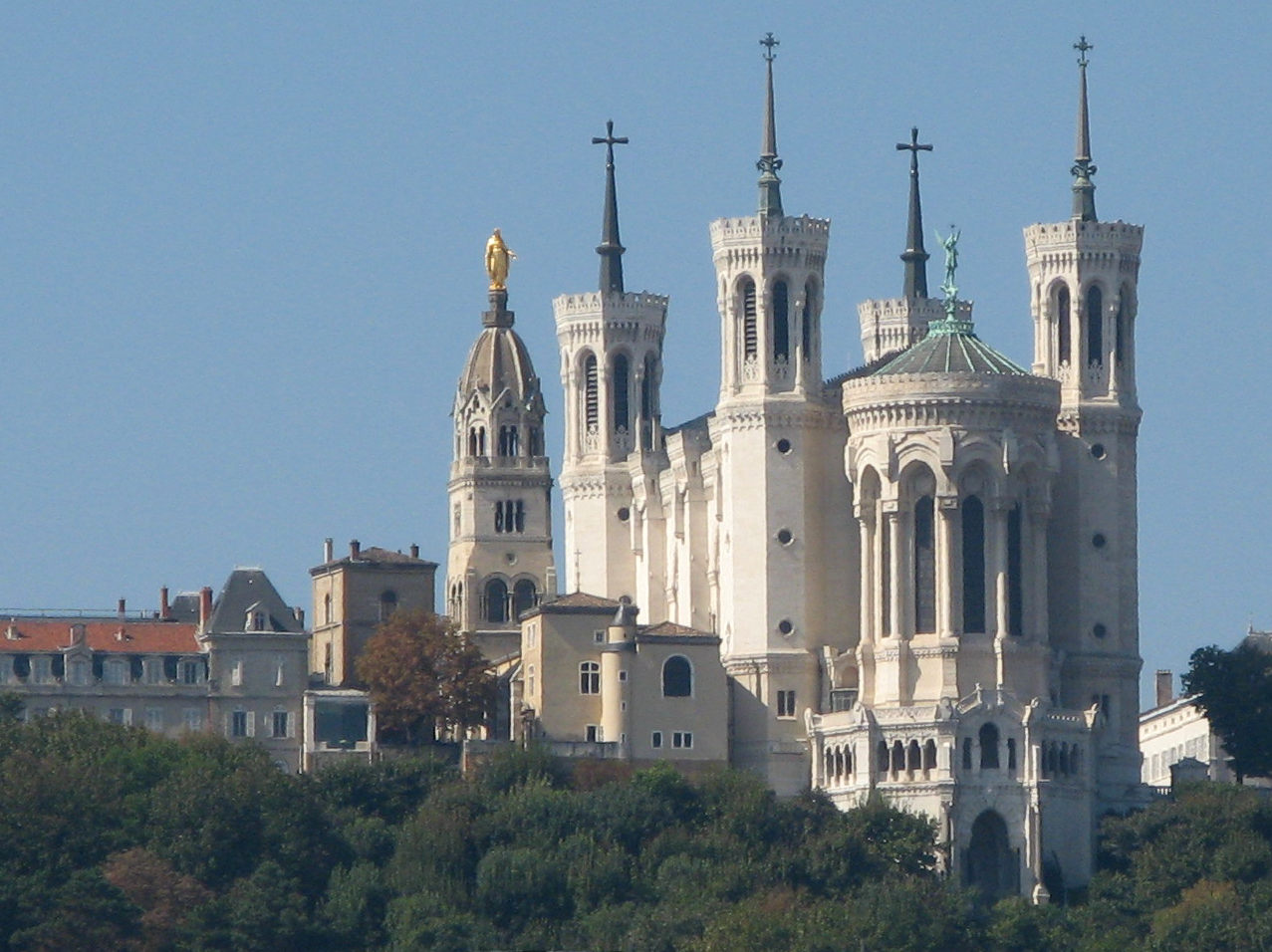
Basiliek van Fourvière

- Bibliothèque nationale de France: cb12047306v (data)
- Gemeinsame Normdatei: 129886629
- International Standard Name Identifier: 0000 0000 6687 6938
- Library of Congress Control Number: n85049407
- SNAC: w6k94x6k
- Système universitaire de documentation: 028688678
- Union List of Artist Names: 500067883
- Virtual International Authority File: 50319068
- WorldCat: E39PBJtrVcctdy6y4W9xf7vvHC